# Agave palmeri
Agave palmeri es una planta del género Agave, en la familia Asparagaceae. Es nativo del sur de Arizona, el suroeste de Nuevo México, Sonora y Chihuahua. La planta es frecuentemente cultivada como especie ornamental en otras regiones.

## Descripción
Agave palmeri es la especie de Agave más grande que crece en los Estados Unidos. Produce una roseta de hojas basales, carnosas, verdes y erguidas de hasta 120 cm de longitud, con borde dentado y gruesas espinas de 3 a 6 cm de largo en el ápice. Las flores son de color amarillo pálido y verde, con una longitud aproximada de 4 a 5 cm y crecen en ramas en el tercio superior del racimo el cual puede alcanzar hasta los 5 m (16.5 pies) de alto.

## Cultivo
La planta requiere una maceta grande y suele tolerar una amplia gama de condiciones, incluyendo temperaturas cercanas a los –10 °C.